# 자인강

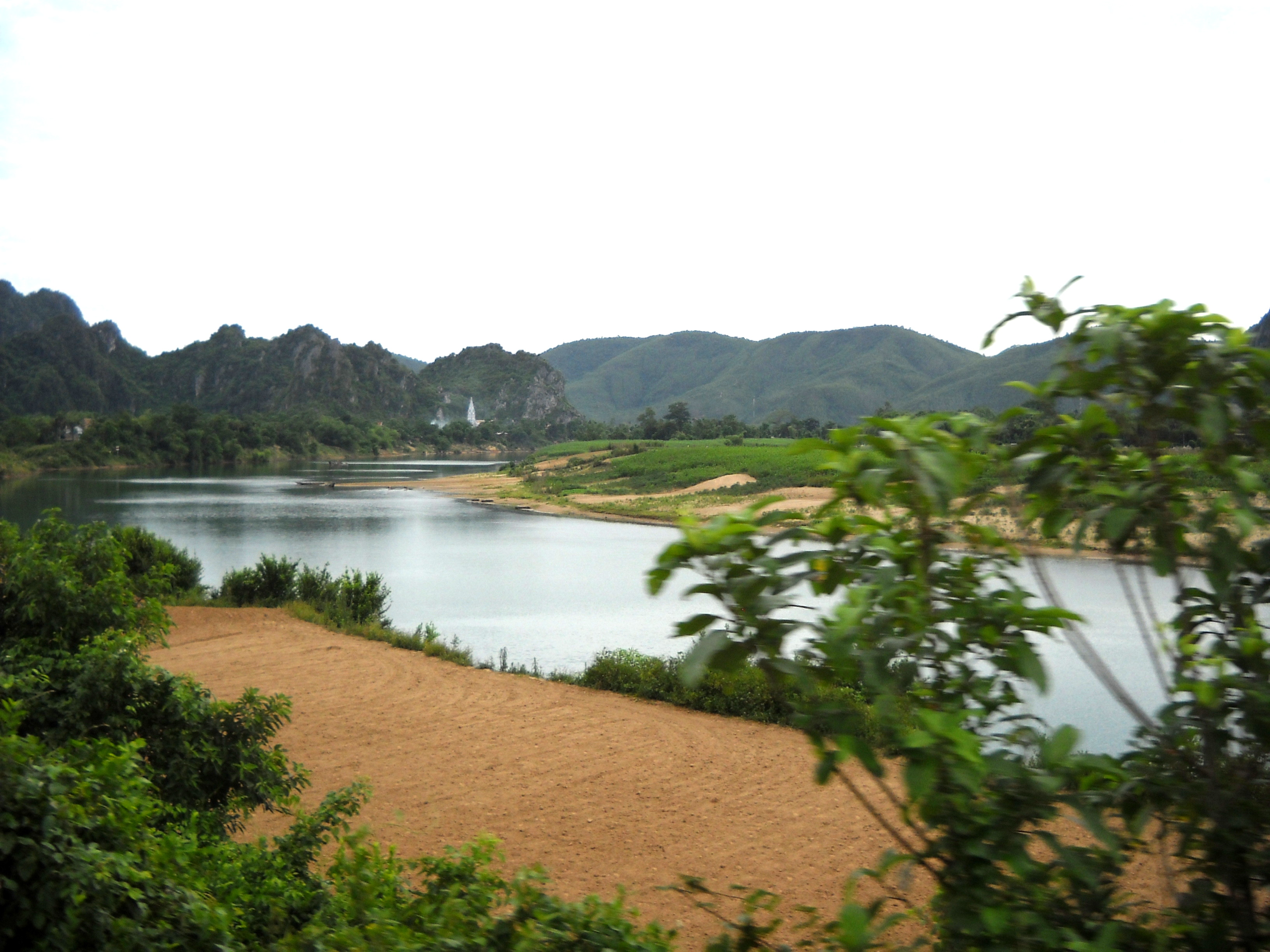
자인강

자인강(베트남어: Sông Gianh / 瀧淨)는 베트남 북중부 지방 꽝빈성에 있는 강이다. 자인강의 길이는 268km다. 17세기 찐-응우옌 전쟁 이후 베트남 분할 기간 동안 유력 가문들 사이의 국경이었고, 이 나라를 효과적으로 북부와 남부 지방으로 나누는 역할을 했다. 1954년부터 1975년까지 북베트남과 남베트남의 국경으로 사용된 17도선은 바로 남쪽, 꽝찌성 벤하이강에 위치해 있었다. 2009년 1월 25일 이 강에서 사고가 발생하여 40명이 사망하고 5명이 실종되는 자인강 보트 사고가 일어났다.